# Diederik III van Montbéliard
Diederik III van Montbéliard bijgenaamd de Grote (circa 1205 - 1283) was van 1227 tot 1283 graaf van Montbéliard.

## Levensloop
Diederik was de oudste zoon van heer Richard III van Montfaucon, eveneens graaf van Montbéliard, en diens echtgenote Agnes van Auxerre, dochter van graaf Stefanus III van Auxerre. In 1227 volgde hij zijn overleden vader op als graaf van Montbéliard.
In 1248 richtte hij het eerste armenhospitaal van Montbéliard op. Ook gaf hij de abdij van Lure de toestemming om de zoutmijnen van Saulnot uit te baten. 
Omdat Diederik al zijn kinderen overleefde, stelde hij in 1282 zijn achterkleindochter Guillemette van Neuchâtel aan tot erfgename van het graafschap Montbéliard. Guillemette was gehuwd met Reinoud van Bourgondië, die na de dood van Diederik op 78-jarige leeftijd in 1283 het bestuur van het graafschap Montbéliard overnam.

## Huwelijk en nakomelingen
Richard huwde met Alix, dochter van graaf Frederik II van Ferrette. Ze kregen volgende kinderen:
- Richard (overleden in 1279)
- Sibylle (overleden in 1277), huwde met graaf Rudolf III van Neuchâtel
- Beatrix (overleden in 1249), huwde met heer Odo van Arguel
- Agatha (overleden na 1251), huwde met graaf Ulrich IV van Neuchâtel-Aarberg
- Margaretha (overleden na 1259), huwde met graaf Richard I van Neuchâtel-Bourgogne